# Uniara
Uniara là một thành phố và khu đô thị của quận Tonk thuộc bang Rajasthan, Ấn Độ.

## Địa lý
Uniara có vị trí 25°55′B 76°01′Đ / 25,92°B 76,02°Đ Nó có độ cao trung bình là 266 mét (872 feet).

## Nhân khẩu
Theo điều tra dân số năm 2001 của Ấn Độ, Uniara có dân số 10.827 người. Phái nam chiếm 51% tổng số dân và phái nữ chiếm 49%. Uniara có tỷ lệ 56% biết đọc biết viết, thấp hơn tỷ lệ trung bình toàn quốc là 59,5%: tỷ lệ cho phái nam là 70%, và tỷ lệ cho phái nữ là 42%. Tại Uniara, 16% dân số nhỏ hơn 6 tuổi.